# 노랫가락
노랫가락은 경기민요의 하나이다. 본래 경기지방에서 불리던 장절무가(章節巫歌)였는데, 민요화되어서 널리 불리고 있다.
노랫가락은 시조와 관계가 있는 것으로, 노랫가락이 시조의 원형이라는 설도 있고, 궁중무 의식(宮中巫儀式)에 시조가 불리면서 이것이 노랫가락으로 변하여, 지금 경기무가(巫歌)에 남았고, 다시 민요화되었다는 설도 있다.
사설은 시조와 같고 '하리라', '어이리' 등 종장 말구(終章末句)가 생략되는 것도 시조와 같고, 원형은 장단이 초장(初章) 5·8·8·5·8, 중장(中章) 5·8·8·5·8, 종장(終章) 5·8·8·5·8로 시조와 거의 같으나, 민요화된 노랫가락은 초장 5·8·8·5·6, 중장 5·8·8·5·6으로 되었다.